# Horní Zemplín
Horní Zemplín (Hornozemplínský region cestovního ruchu) je slovenský region a region cestovního ruchu. Nachází se na nejzazším severovýchodě země, tvoří východní část Prešovského kraje. Jeho název je odvozen z historického území Zemplína, jehož tvoří nejsevernější a celkově výše položenou část.
Jako region cestovního ruchu oficiálně zahrnuje:
- okres Humenné
- okres Medzilaborce
- okres Snina
- okres Vranov nad Topľou
- okres Stropkov
- město Strážske z okresu Michalovce

## Charakteristika
Pro Horní Zemplín je typická pahorkatá krajina Nízkých Beskyd, na severovýchodě přecházející do Bukovských vrchů na trojmezí Polska, Slovenska a Ukrajiny. Pahorkatina je zbrázděna dlouhými a širokými údolími řek Ondavy, Toplé, Laborce, Cirochy a jejich přítoků.
Turistickým lákadlem Horního Zemplína je zejména jeho nejvýchodnější část, národní park Poloniny s několika pralesy zapsanými na seznamu UNESCO. V této oblasti se nachází také řada památkově chráněných dřevěných kostelů (nejvýznamnější je chrám Přenesení ostatků svatého Mikuláše v Ruské Bystré). Významné jsou i chráněné krajinné oblasti Vihorlat a Východné Karpaty.
Ve značné části Horního Zemplína je dosud živá rusínská kultura. V jednom z jejích center, městě Medzilaborce, se nachází také Muzeum moderního umění Andyho Warhola (pocházeli odsud Warholovi rodiče).